# Lijst van personen overleden in maart 2021
Dit is een lijst van bekende personen die zijn overleden in maart 2021.

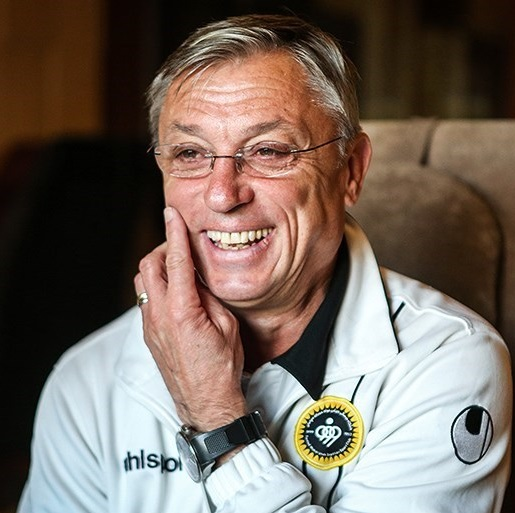
Zlatko Kranjčar
1 maart

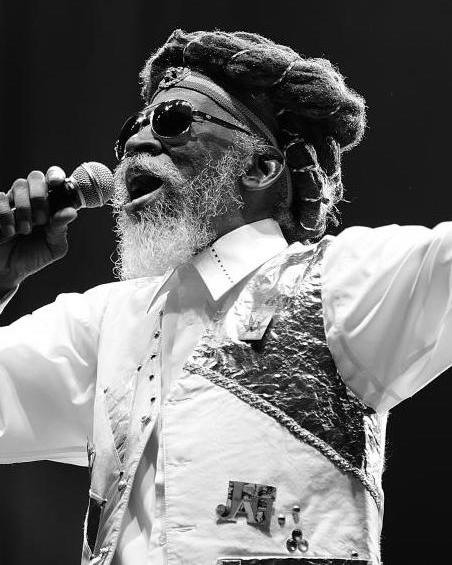
Bunny Livingston
2 maart

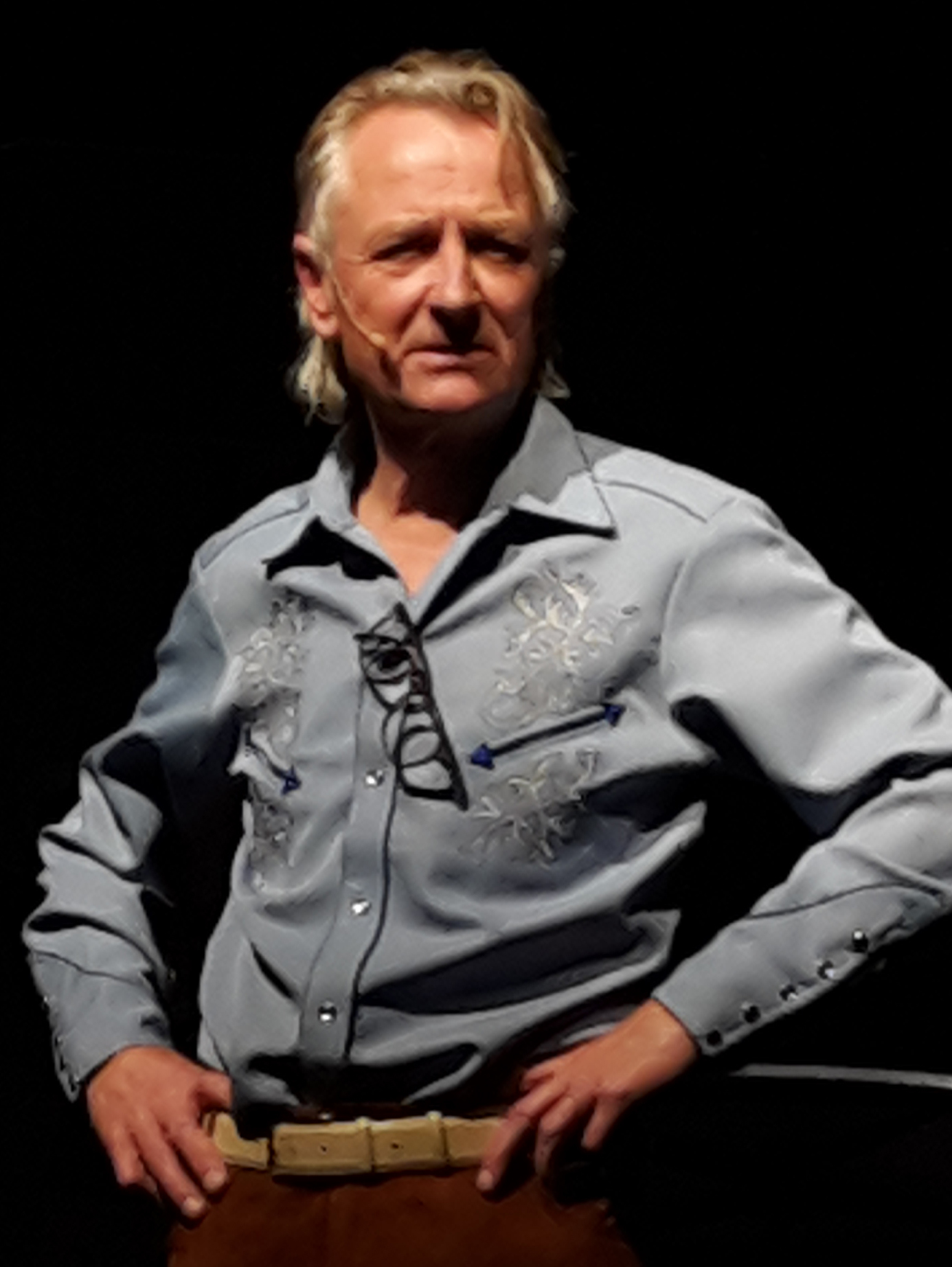
Jeroen van Merwijk
3 maart

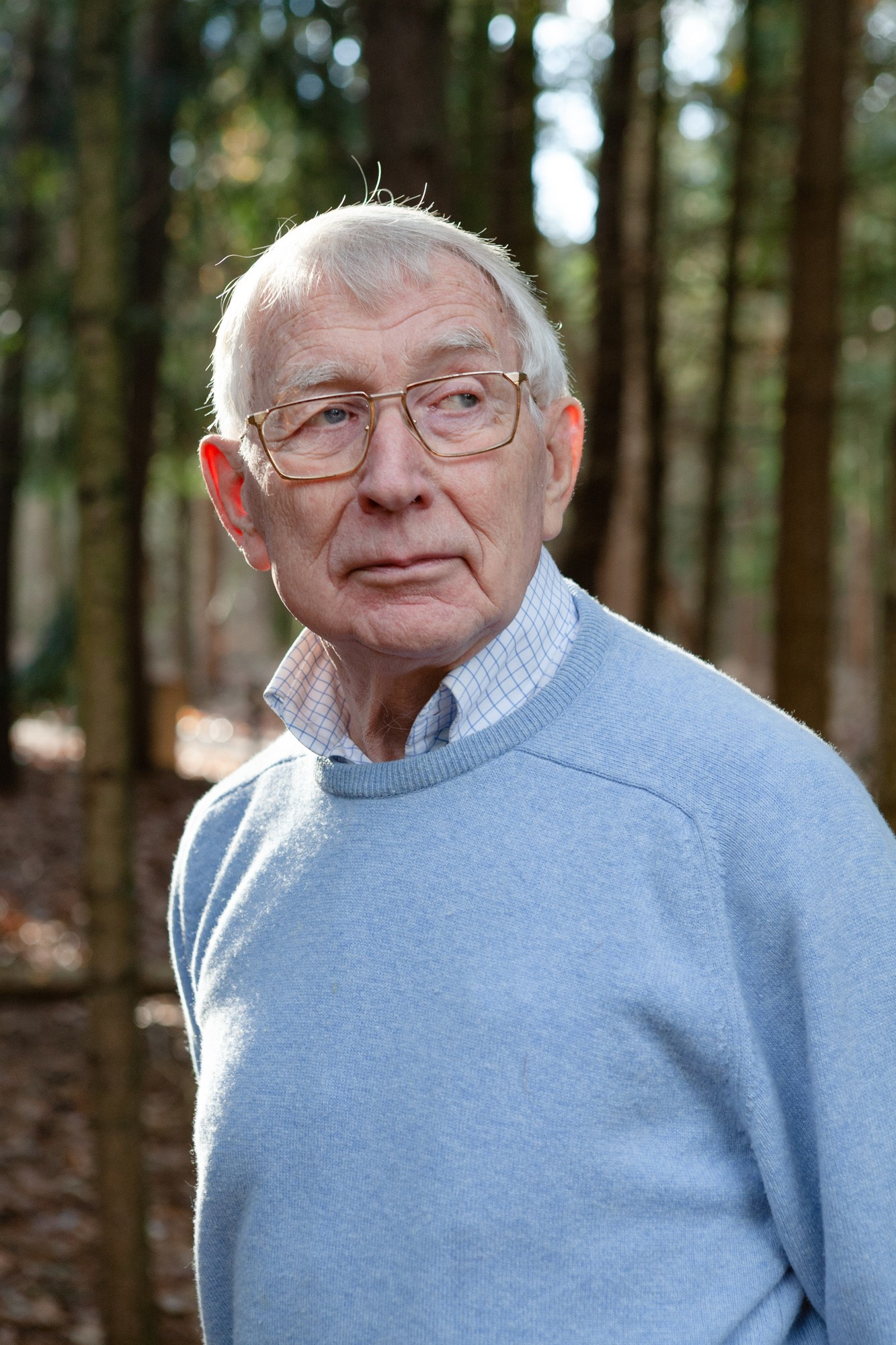
Lou Ottens
6 maart

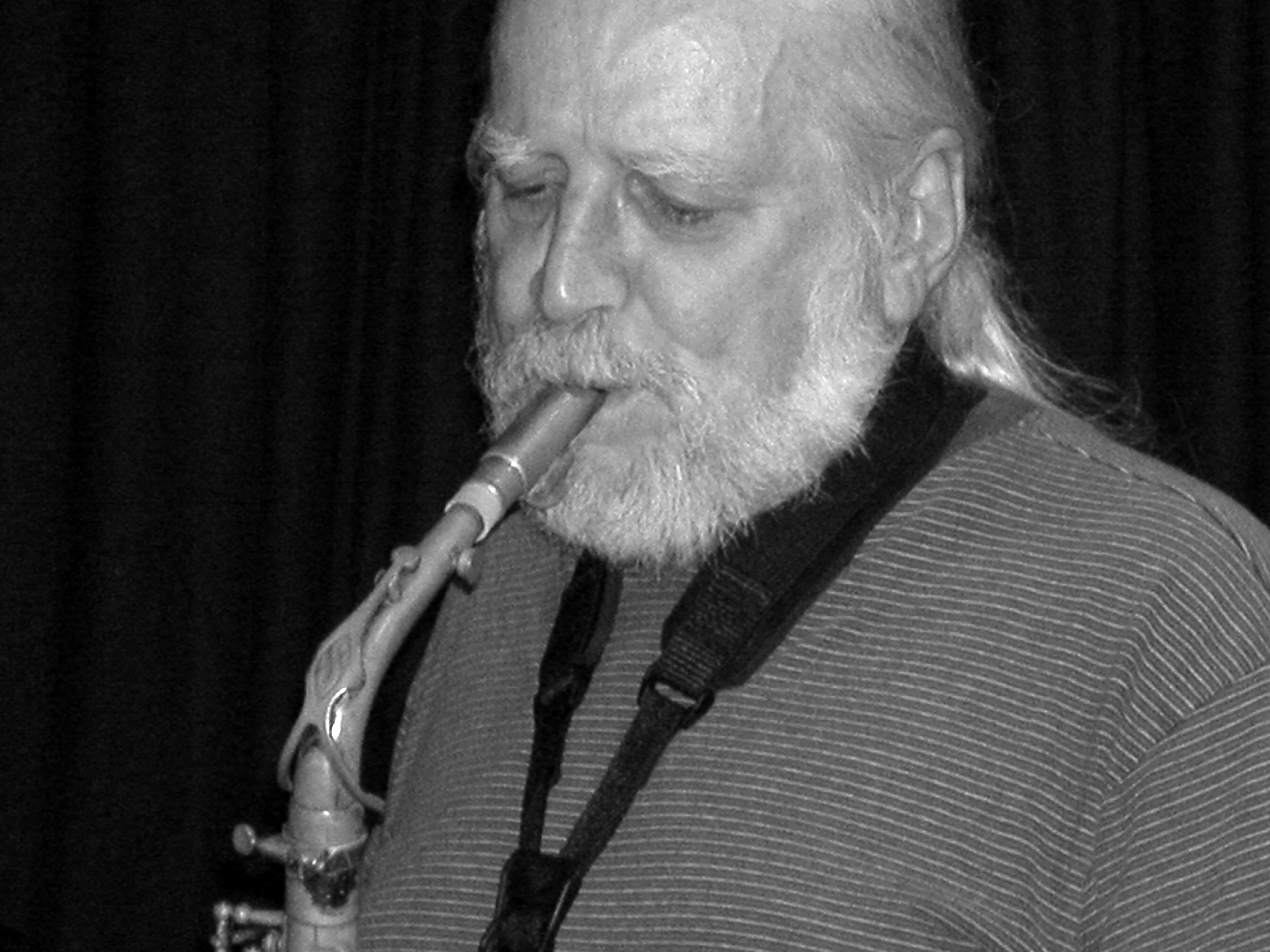
Mark Whitecage
8 maart

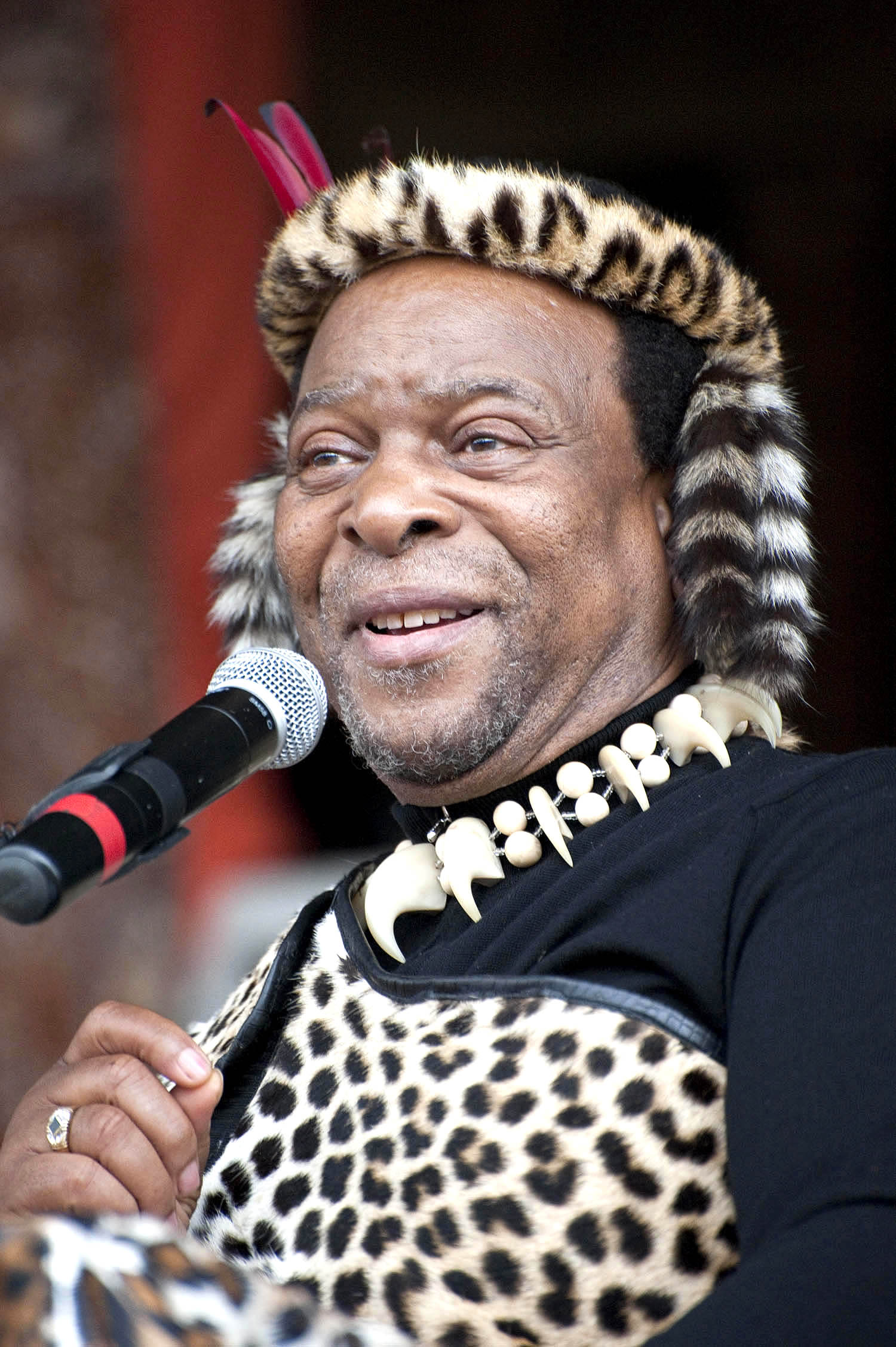
Goodwill Zwelithini kaBhekuzulu
12 maart

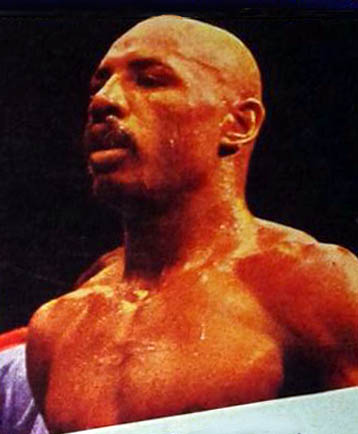
Marvin Hagler
13 maart

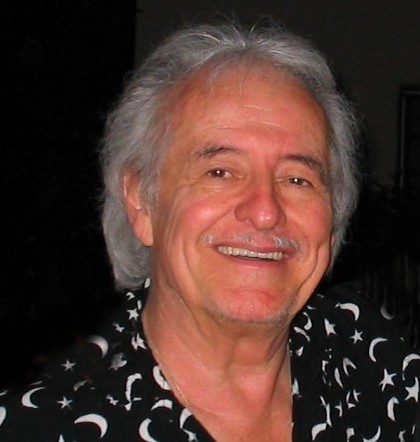
Henry Darrow
14 maart

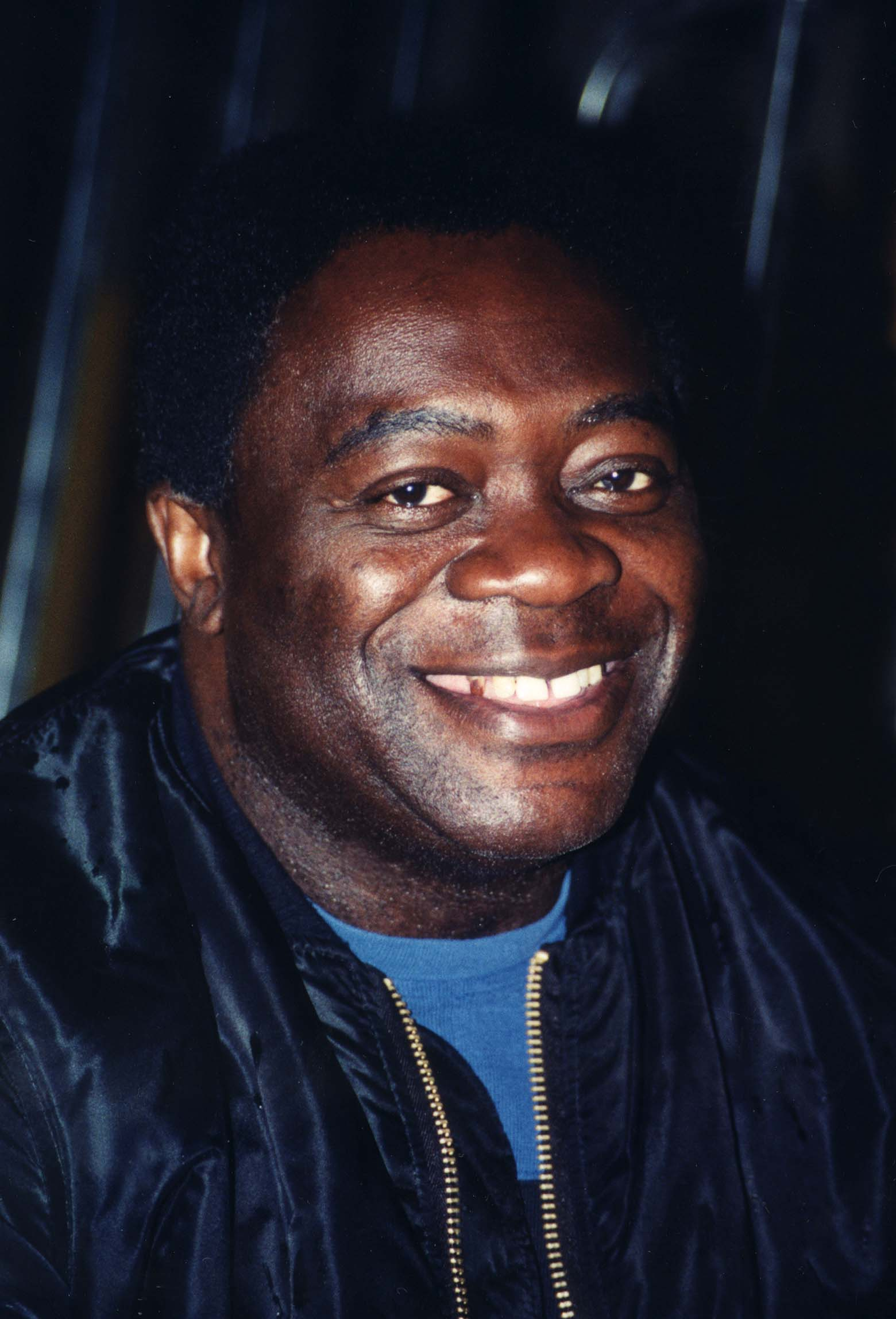
Yaphet Kotto
15 maart

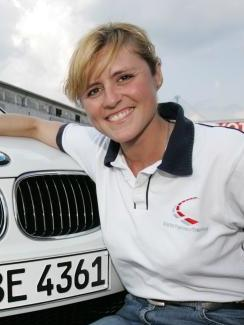
Sabine Schmitz
16 maart

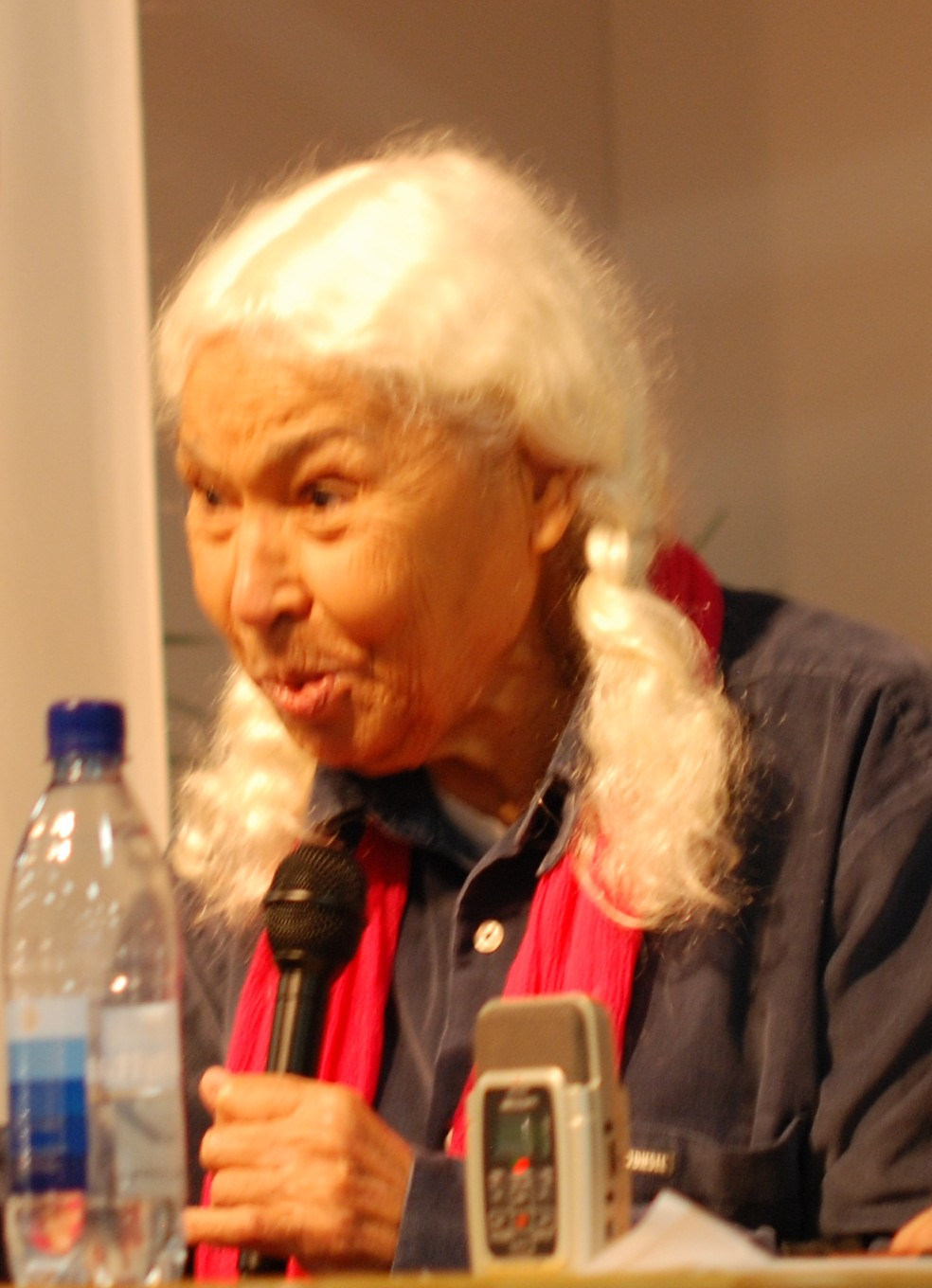
Nawal el Saadawi
20 maart

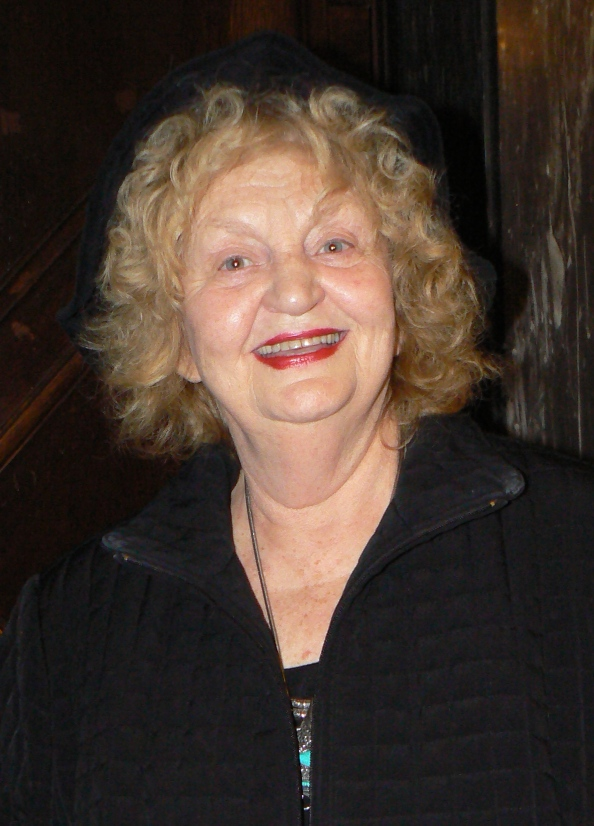
Tatjana Lolova
23 maart

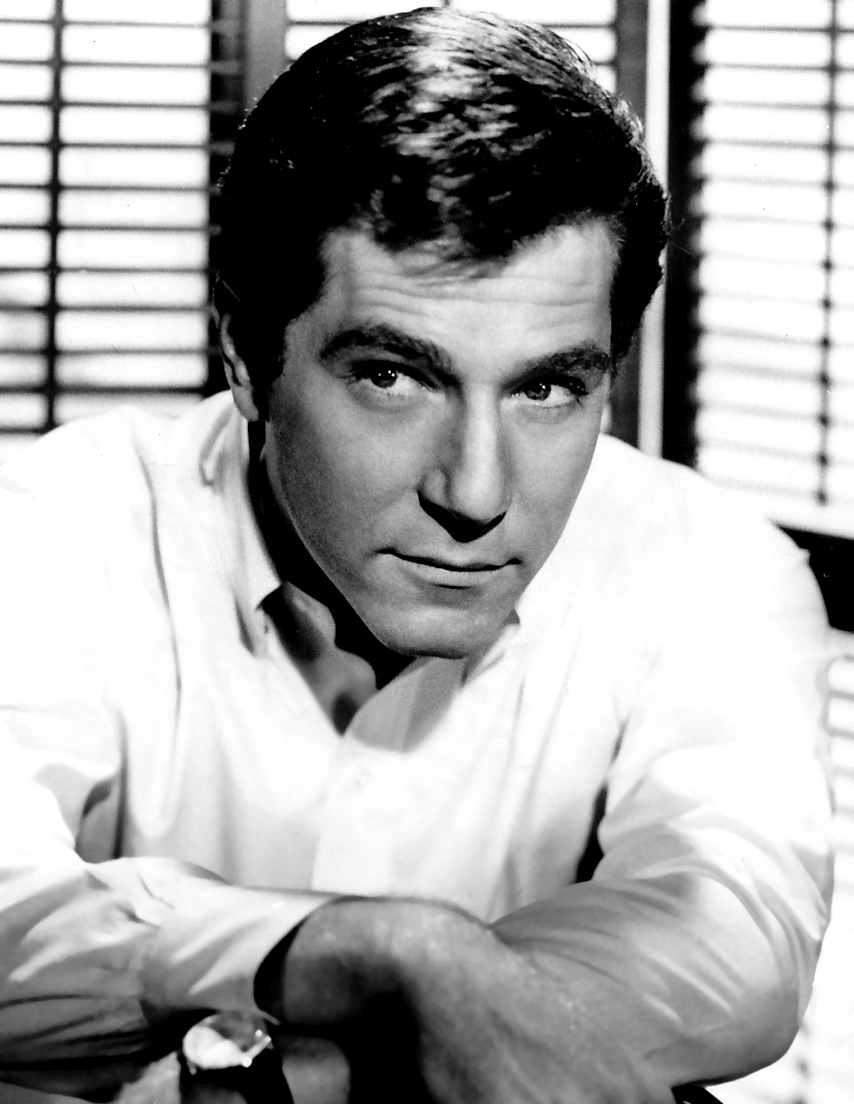
George Segal
23 maart

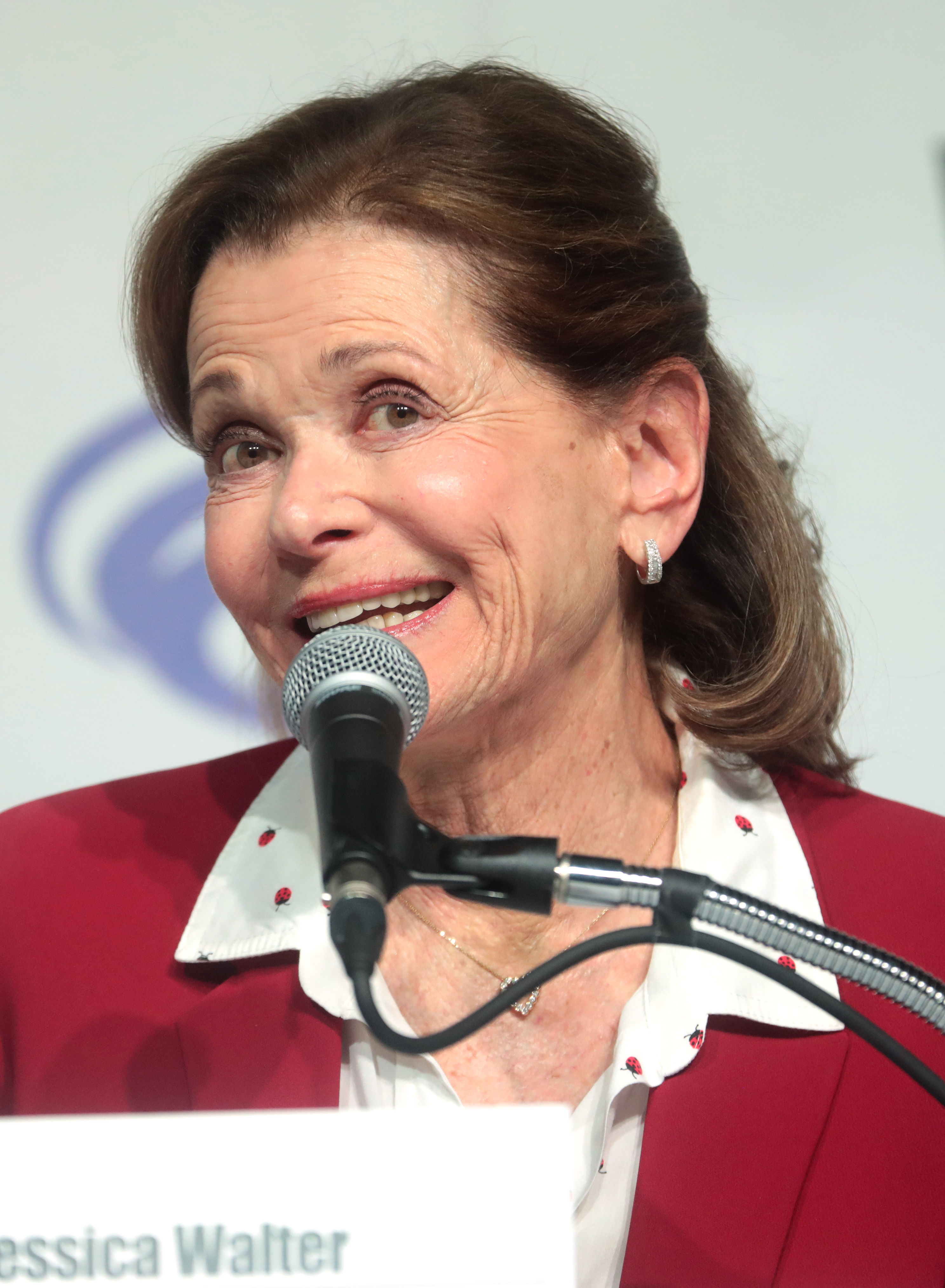
Jessica Walter
24 maart

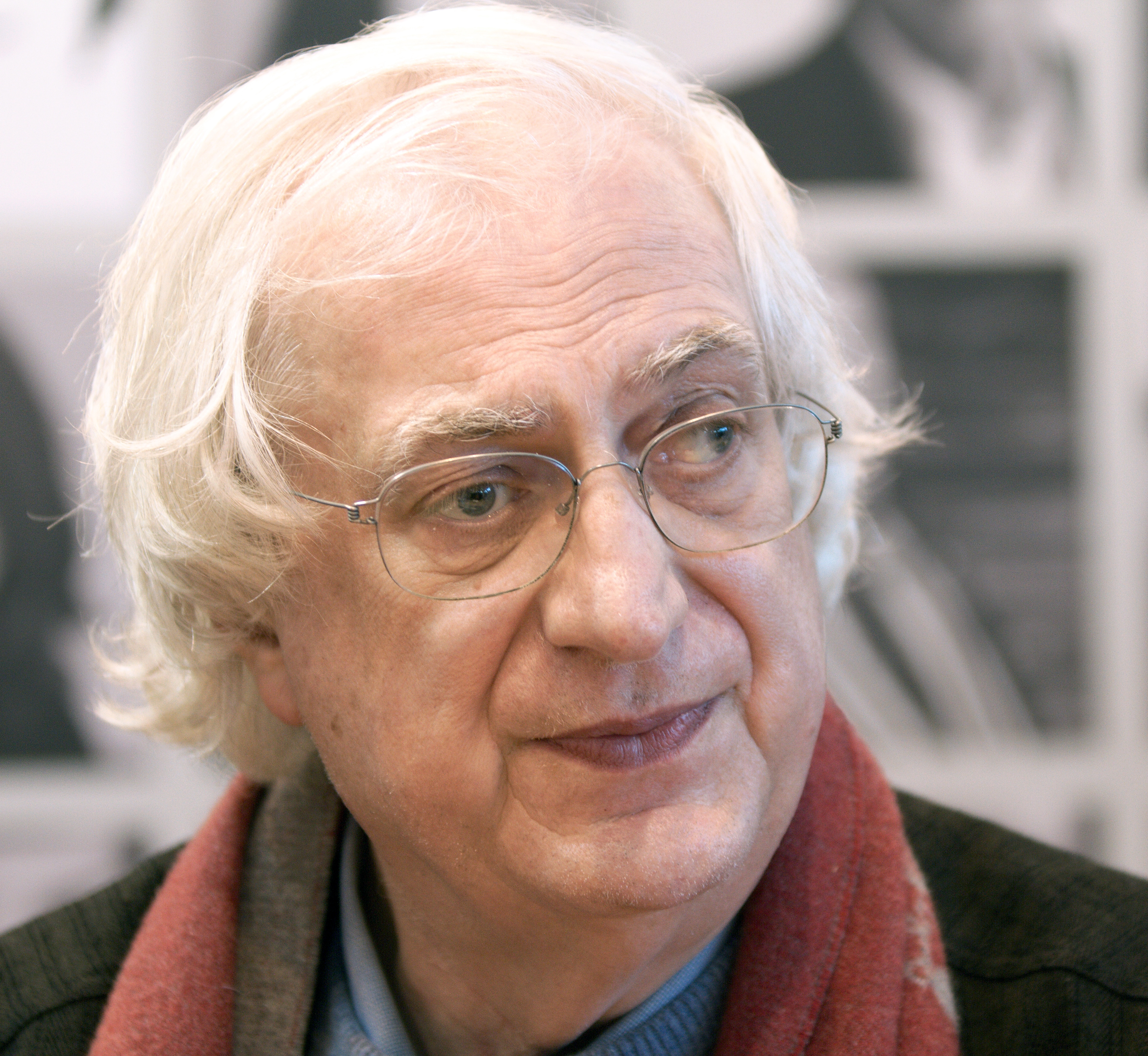
Bertrand Tavernier
25 maart

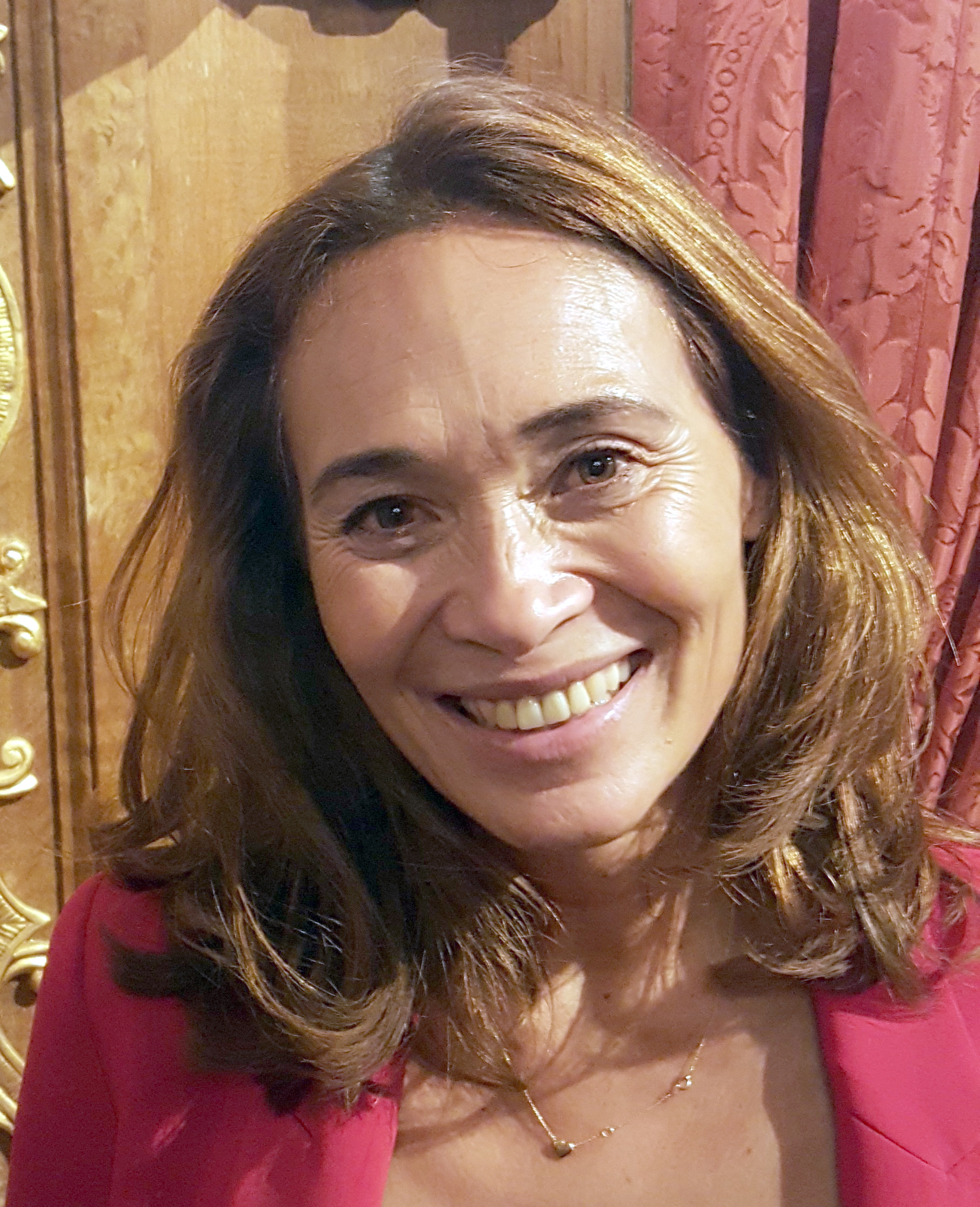
Bibian Mentel
29 maart

| 1 | 2 | 3 | 4 | 5 | 6 | 7 | 8 | 9 | 10 | 11 | 12 | 13 | 14 | 15 | 16 | 17 | 18 | 19 | 20 | 21 | 22 | 23 | 24 | 25 | 26 | 27 | 28 | 29 | 30 | 31 |
| - | - | - | - | - | - | - | - | - | -- | -- | -- | -- | -- | -- | -- | -- | -- | -- | -- | -- | -- | -- | -- | -- | -- | -- | -- | -- | -- | -- |

### 1 maart
- Ferdinand Ghesquière (88), Belgisch politicus[1]
- Zlatko Kranjčar (64), Kroatisch voetballer en voetbalcoach[2]
- Max Morton (78), Brits kunstschilder[3]
- Martien Parmentier (73), Nederlands theoloog en hoogleraar[4]
- Ralph Peterson (58), Amerikaans jazzdrummer, -kornettist, -trompettist en orkestleider[5]
- Ian St John (82), Brits voetballer[6]
- Michail Stoedenetski (86), Russisch basketbalspeler[7]

### 2 maart
- Chris Barber (90), Brits jazztrombonist[8]
- George Bass (88), Amerikaans onderwaterarcheoloog[9]
- Bunny Livingston (73), Jamaicaans reggaemuzikant[10]

### 3 maart
- Duffy Jackson (67), Amerikaans jazzmuzikant[11]
- Katharina Matz (90), Duits actrice[12]
- Jeroen van Merwijk (65), Nederlands cabaretier en liedjesschrijver[13]
- Nicola Pagett (75), Brits actrice[14]
- Roger Verhaart (54), Nederlands componist[15]

### 4 maart
- Brenda Antin (82), Brits interieurdesigner[16]
- Roger Coekelbergs (100), Belgisch hoogleraar, doctor, verzetsstrijder[17]
- Bhaskar Menon (86), Indiaas-Amerikaans muziekmanager[18]
- Mark Pavelich (63), Amerikaans ijshockeyer[19]
- Francis Van den Eynde (74), Belgisch politicus[20]

### 5 maart
- David Bailie (83),  Zuid-Afrikaans acteur[21]
- Frank Sheppard (70), Amerikaans-Nederlands acteur en zanger[22]
- Lily de Vos (96), Nederlands zangeres[23]

### 6 maart
- Bengt Åberg (76), Zweeds motorcrosser[24]
- Franco Acosta (25), Uruguayaans voetballer[25]
- Joaquin Bernas (88), Filipijns jezuïet en jurist[26]
- Orlando Lansdorf (55), Surinaams-Nederlandse dragartiest en hiv-activist[27]
- Lou Ottens (94), Nederlands industrieel ontwerper[28]

### 7 maart
- Olivier Dassault (69), Frans miljardair en politicus[29]
- Ed van Dommelen (86), Nederlands politicus[30]
- Almier Godett (39), Curaçaos politicus en radiopresentator[31]
- Sanja Ilić (69), Servisch componist en keyboardspeler[32]
- Jan Willem Kelder (71), Nederlands militair[33]

### 8 maart
- Keith Greene (83), Brits formule 1-coureur[34]
- Bert Kuijpers (79), Nederlands dichter, conferencier, tonprater[35]
- Mark Whitecage (83), Amerikaans jazzzanger en -muzikant[36]
- James Mac Gaw (52), Brits-Frans gitarist[37]
- Rasim Öztekin (62), Turks acteur[38]

### 9 maart
- Agustín Balbuena (75), Argentijns voetballer[39]
- Freddy Birset (73), Belgisch zanger[40]
- James Levine (77), Amerikaans dirigent[41]
- Cliff Simon (58), Zuid-Afrikaans acteur en atleet[42]
- Steven Spurrier (79), Brits wijnexpert en journalist[43]
- Josy Stoffel (92), Luxemburgs turner en turntrainer[44]

### 10 maart
- Hamed Bakayoko (56), Ivoriaans premier[45]
- Govaert Kok (85), Nederlands jurist en historisch publicist[46]
- Roger Trigaux (69), Belgisch musicus[47]

### 11 maart
- Ray Campi (86), Amerikaans rockabilly-zanger en contrabassist[48]
- Petar Fajfrić (79), Servisch handballer[49]
- Isidore Mankofsky (89), Amerikaans cinematograaf[50]
- Norman J. Warren (78), Brits filmregisseur[51]

### 12 maart
- Yuri Banhoffer (73), Uruguayaans voetballer[52]
- Goodwill Zwelithini kaBhekuzulu (72), Zuid-Afrikaans Zoeloekoning[53]
- Ivo Trumbić (85), Kroatisch waterpolospeler[54]
- Jos Van Gorp (82), Belgisch acteur[55]

### 13 maart
- Raoul Casadei (83), Italiaans muzikant[56]
- Igor Cornelissen (85), Nederlands journalist en auteur[57]
- Marvin Hagler (66), Amerikaans bokser[58]
- Mark Lubotsky (90), Russisch violist[59]
- Roger Maes (77), Belgisch volleyballer[60]
- Terezinha Morango (84), Braziliaans model[61]
- Kiyoko Ono (85), Japans atleet[62]
- Michael Stein (70), Duits schlagerzanger[63]
- Murray Walker (97), Brits sportcommentator[64]

### 14 maart
- Henry Darrow (87), Amerikaans acteur[65]

### 15 maart
- Kristof Delorge (35), Belgisch voetballer[66]
- Yaphet Kotto (81), Amerikaans acteur[67]
- Jacques de Leeuw (87), Nederlands ondernemer[68]
- Dick Schenkeveld (87), Nederlands classicus[69]

### 16 maart
- Mirjam Moll (54), Nederlands directeur museumvereniging[70]
- Sabine Schmitz (51), Duits autocoureur[71]
- Wim Verhoorn (79), Nederlands atletiektrainer[72]

### 17 maart
- John Magufuli (61), Tanzaniaans president[73]
- Freddy Redd (92), Amerikaans jazzpianist en -componist[74]

### 18 maart
- Hermann Flaschka (75), Oostenrijks-Amerikaans wiskundig natuurkundige[75]
- Richard Gilliland (71), Amerikaans acteur[76]
- Elsa Peretti (80), Italiaanse sieradenontwerper, filantroop, en fotomodel[77]

### 19 maart
- Martin de Jager (78), Nederlands voetbalclubbestuurder[78]
- Bruce Mallen (83), Canadees filmproducent[79]
- Barry Orton (62), Amerikaans professioneel worstelaar[80]
- Katherine Diaz (22), Salvadoraans surfster[81]

### 20 maart
- Constance Demby (81), Amerikaans multi-instrumentalist, componist, beeldhouwer, kunstschilder en zangeres[82]
- Peter Lorimer (74), Brits voetballer[83]
- Nawal el Saadawi (89), Egyptisch schrijfster, feministe en mensenrechtenactiviste[84]

### 21 maart
- Muchtar Pakpahan (67), Indonesisch journalist en vakbondsleider[85]
- Karin Strenz (53), Duits politica[86]
- Marcel Van Goolen (75), Belgisch burgemeester[87]
- Shahied Wagid Hosain (59), Surinaams zanger[88]
- Adam Zagajewski (75), Pools dichter[89]

### 22 maart
- Elgin Baylor (86), Amerikaans basketballer[90]
- Johnny Dumfries (62), Brits autocoureur[91]

### 23 maart
- Edmund Gettier (93), Amerikaans filosoof[92]
- Tatjana Lolova (87), Bulgaars actrice[93][94]
- Julie Pomagalski (40), Frans snowboardster[95]
- George Segal (87), Amerikaans acteur[96]

### 24 maart
- Alex Andjelic (80), Servisch ijshockeycoach[97]
- Jean Baudlot (74), Frans componist en zanger[98]
- Oege de Boer (99), Nederlands burgemeester[99]
- Enrique Chazarreta (73), Argentijns voetballer[100]
- Rudolf Kelterborn (89), Zwitsers componist en dirigent[101]
- Toshihiko Koga (53), Japans judoka[102]
- Pedro Saúl Morales (61), Colombiaans wielrenner[103]
- Jessica Walter (80), Amerikaans actrice[104]
- Paul Whear (95), Amerikaans componist, muziekpedagoog en dirigent[105]

### 25 maart
- Beverly Cleary (104), Amerikaans schrijfster[106]
- Craig muMs Grant (52), Amerikaans dichter en acteur[107]
- Larry McMurtry (84), Amerikaans schrijver[108]
- Uta Ranke-Heinemann (93), Duits theologe en publiciste[109]
- Bertrand Tavernier (79), Frans filmregisseur[110]

### 26 maart
- Piet Hartman (98), Nederlands kristallograaf en hoogleraar[111]
- Coosje Wijzenbeek (72),  Nederlands violiste en viooldocente[112]

### 27 maart
- Hugo Dellas (82), Belgisch zanger en acteur[113]
- Petr Kellner (56), Tsjechisch zakenman[114]
- Don Mellenbergh (82), Nederlands psycholoog en methodoloog[115]
- Sarah Whitmore (89), Brits amazone[116]

### 28 maart
- Didier Ratsiraka (84), president van Madagaskar[117]
- Bert de Vries (81), Nederlands-Amerikaans archeoloog[118]

### 29 maart
- Constantin Brodzki (96), Italiaans-Pools-Belgisch architect[119]
- Hans Kinds (74), Nederlands gitarist[120]
- Bibian Mentel (48), Nederlands snowboardster[121]
- Robert Opron (89), Frans auto-ontwerper[122]

### 30 maart
- Vincent Brümmer (88), Zuid-Afrikaans-Nederlands filosoof en theoloog[123]
- Gordon Liddy (90), Amerikaans ambtenaar, radiopresentator en acteur[124]

### 31 maart
- Lee Collins (32), Brits voetballer[125]
- Kamal Ganzouri (88), Egyptisch politicus[126]
- Cees den Heyer (78), Nederland theoloog en hoogleraar[127]
- Thomas Saisi (75), Keniaans atleet[128]

januari ·
februari ·
maart ·
april ·
mei ·
juni ·
juli ·
augustus ·
september ·
oktober ·
november ·
december
1900 ·
1901 ·
1902 ·
1903 ·
1904 ·
1905 ·
1906 ·
1907 ·
1908 ·
1909 ·
1910 ·
1911 ·
1912 ·
1913 ·
1914 ·
1915 ·
1916 ·
1917 ·
1918 ·
1919 ·
1920 ·
1921 ·
1922 ·
1923 ·
1924 ·
1925 ·
1926 ·
1927 ·
1928 ·
1929 ·
1930 ·
1931 ·
1932 ·
1933 ·
1934 ·
1935 ·
1936 ·
1937 ·
1938 ·
1939 ·
1940 ·
1941 ·
1942 ·
1943 ·
1944 ·
1945 ·
1946 ·
1947 ·
1948 ·
1949 ·
1950 ·
1951 ·
1952 ·
1953 ·
1954 ·
1955 ·
1956 ·
1957 ·
1958 ·
1959 ·
1960 ·
1961 ·
1962 ·
1963 ·
1964 ·
1965 ·
1966 ·
1967 ·
1968 ·
1969 ·
1970 ·
1971 ·
1972 ·
1973 ·
1974 ·
1975 ·
1976 ·
1977 ·
1978 ·
1979 ·
1980 ·
1981 ·
1982 ·
1983 ·
1984 ·
1985 ·
1986 ·
1987 ·
1988 ·
1989 ·
1990 ·
1991 ·
1992 ·
1993 ·
1994 ·
1995 ·
1996 ·
1997 ·
1998 ·
1999 ·
2000 ·
2001 ·
2002 ·
2003 ·
2004 ·
2005 ·
2006 ·
2007 ·
2008 ·
2009 ·
2010 ·
2011 ·
2012 ·
2013 ·
2014 ·
2015 ·
2016 ·
2017 ·
2018 ·
2019 ·
2020 ·
2021 ·
2022 ·
2023 ·
2024 ·
2025